# Instituto Francés de Relaciones Internacionales
En Francia, el Instituto Francés de Relaciones Internacionales (Ifri) es el centro principal de investigación y debate independiente dedicado al análisis de los temas internacionales.
En 2011 y por cuarto año consecutivo, el Ifri es el único instituto francés de investigación en ser parte de los 50 primeros “think tanks”, o “laboratorio de ideas”, más influyentes, fuera de los Estados Unidos. Según “Global Go-To think tanks” publicado por la Universidad de Pensilvania, que analiza 6 480 institutos en 169 países, el Ifri también es el tercero “think tank” en Europa.
El Ifri se inspira del modelo anglosajón. Este think tank, que es el número uno en Francia, se ha afianzado a lo largo de los años desde su creación en 1979 por Thierry de Montbrial. Pertenece a la red de los think-tanks internacionales más importantes; su misión consiste en reunir a los actores y analistas de la vida internacional y llevar a cabo una reflexión libre y profunda sobre los grandes retos contemporáneos. 
Por lo tanto, sus objetivos son:
- desarrollar la investigación aplicada en el ámbito de las políticas públicas con dimensión internacional
- favorecer el diáalogo y una interacción constructiva entre los investigadores, los profesionistas en activo y los líderes de opinión

Desde un punto de vista administrativo, el Ifri es independiente; tampoco pertenece a ningún partido político. Para mantener su independencia política e intelectual, optó por la diversificación de sus fuentes de financiamientos públicos y privados. Gracias a su presupuesto de aproximadamente 6,5 millones de euros, con un 70% de origen privada, ha podido seguir siendo independiente y fiel a su vocación. 
El Ifri reúne a unas 60 personas. Entre ellas, alrededor de treinta son investigadores franceses y extranjeros de diferentes orígenes. Más de la mitad de este grupo tiene menos de 40 años. Los polos de investigación se estructuran en ejes regionales (Europa, Rusia, NEI – Nuevos Estados Independientes –, Asia, Oriente Medio, África, Estados Unidos) y transversales (Seguridad y Cuestiones Estratégicas, Energía, Espacio, Economía internacional, Migraciones, cuestiones de Sanidad y Medioambiente) trabajando en sinergia y transversalidad.
Además de sus trabajos de investigación, el Ifri convoca cada año a conferencistas internacionales de renombre que ofrecen un análisis de los asuntos internacionales. El instituto organiza al menos 40 conferencias por año en París (42 en 2011), recibiendo cada año a más de 10 000 participantes.
Algunos de los invitados destacados en estos últimos años son José Manuel Barroso, Nicolas Sarkozy, Dmitri Medvédev, Hu Jintao, Jalal Talabani, Hamid Karzaï, Vladímir Putin, Mijaíl Saakashvili, Abdoulaye Wade, Vaclav Klaus, Pervez Musharraf, Abdullah Gül, Boris Tadic, Viktor Ianoukovitch, Paul Kagamé, Herman Van Rompuy, Anders Fogh Rasmussen...

## Historia
En 1973, el ministro de Asuntos Exteriores, Michel Jobert, encarga a Thierry de Montbrial la creación del Centro de Análisis y Previsión (CAP) en el Ministerio de Asuntos Exteriores (Quai d’Orsay) para analizar el sistema de las relaciones internacionales. En este marco de trabajo se confirmará su voluntad de crear un centro de investigación independiente dedicado a este tema. En 1979, fundó el Instituto Francés de Relaciones Internacionales con el apoyo del primer ministro de Asuntos Exteriores de aquella época, Raymond Barre, Louis de Guiringaud y su sucesor Jean François-Poncet. Marc Gilbert quien fue productor del ORTF (Oficio de Radiodifusión Televisión Francesa) es nombrado secretario general del IFRI. El Instituto se organiza alrededor de una estructura existente, el Centro de Estudios de Política Extranjera (CEPE), creado en 1935 por universidades francesas y por el Fondo Carnegie para la Paz Internacional. 
El Ifri cuenta actualmente con unas 80 empresas aliadas y alrededor de 400 miembros (particulares e instituciones). Dominique Moïsi es consejero especial. El Ifri está presente en Bruselas desde marzo de 2005 en su oficina Ifri Bruselas.

## Trabajo en redes y proyección en el extranjero
El Ifri trabaja muy a menudo con sus homólogos internacionales – la RAND Corporation, la Brookings Institution, el Council on Foreign Relations y el Center for Strategic and International Studies (CSIS), el Carnegie Endowment for International Peace, el Japan Institute for International Affairs (JIIA), el Instituto Estatal de Relaciones Internacionales de Moscú (MGIMO), la French-Korean Foundation, el Consejo de Relaciones Extranjeras Alemanes (DGAP), etc.
El Ifri tiene como objetivo ser el gran instituto europeo con base francesa. Por lo tanto, todas sus actividades tienen que llevar una dimensión europea. En el mes de marzo del 2005, el Ifri inauguró su oficina en Bruselas, que es la interfaz activa entre París y Bruselas. Su misión es enriquecer el debate europeo a través de un enfoque pluridisciplinario cubriendo todas las dimensiones de las relaciones internacionales.
Ifri Bruselas organiza alrededor de treinta eventos por año. En 2011, trataron los siguientes temas. Entre los más importantes: La Gobernabilidad Económica Europea; La Política Europea de Vecindad; Las Primeras Acciones del Servicio Europeo de Acción Exterior; OTAN y Rusia frente a Afganistán; Los Indocumentados en Europa; Las Políticas Europeas Energéticas y Ambientales; La Seguridad Espacial en Europa; La Seguridad del Sahel. 

## Misiones
El objetivo de la investigación policy oriented (orientada hacia la política de cada país) del Ifri es poner en relieve los grandes eventos internacionales. Se dirige en primer lugar a los responsables políticos y económicos, a los ámbitos académicos, a los líderes de opinión y a los representantes de las sociedades civiles.
Para llevar a cabo esta ambiciosa tarea, el Ifri organiza sus trabajos en polos regionales de investigación (Europa, Asia, África, Medio Oriente / Magreb, Turquía contemporánea, Estados Unidos, Rusia / NEI, relaciones franco-alemanas…); o polos transversales (globalización y economía mundial, cuestiones estratégicas y de seguridad, migraciones y cuestiones de identidad, geopolítica de la energía, medioambiente etc.), constituidos en centros de investigación. Cada centro publica su colección electrónica disponible en el sitio del Ifri.
Hoy en día, el Ifri reúne unos treinta investigadores permanentes franceses y extranjeros, de diferentes ámbitos, y repartidos en 15 unidades de investigación sobre cuestiones regionales o transversales. 

## Publicaciones
La obra colectiva y anual Ramsés junto con la revista trimestral Politique étrangère (Política extranjera) son sus dos actividades editoriales más importantes. Desde 1981, el informe anual Ramsés se dedica a las grandes tendencias mundiales (unos 10 000 ejemplares). Politique étrangère fue creada en 1936 y es la revista francesa más antigua en cuanto a este tema. Esta revista trimestral da una visión transversal de los retos de la actualidad internacional. Publicaron un número especial en 2006 para celebrar los 70 años de la revista.
Aparte de estas dos referencias, el Ifri también propone publicaciones más cortas o más especializadas. Algunas de éstas son Las Notas del Ifri y Los Estudios del Ifri, en formato corto “Actualidades del Ifri”, las colecciones electrónicas del Instituto (unas diez), y los libros de los investigadores del Ifri. Expone sus análisis en varios idiomas. En 2011, publicó 12 obras de las cuales 4 están escritas en idiomas extranjeros, y 130 notas digitales, el 50% en inglés, alemán y ruso.

## Financiación
En 2011, el presupuesto del Ifri es de aproximadamente 6,5 millones de euros. Es una asociación de la ley 1901 (en Francia, asociación sin ánimo de lucro que depende de la ley del primero de julio de 1901 desarrollado por Waldeck-Rousseau, antiguo ministro de Interior), cuya financiación proviene de fuentes diversas: subvenciones o contratos con el Estado, financiaciones privadas, personas jurídicas, apoyos de las empresas. Se puede consultar la lista de estos miembros en el sitio web del Ifri, en la rúbrica “Socios”. 